# 鈴木楽器製作所
株式会社鈴木楽器製作所（すずきがっきせいさくしょ）は、静岡県浜松市中央区に本社を置く楽器メーカー。

## 概要
1953年2月、河合楽器製作所を退社した鈴木萬司によって個人創業、翌年に会社組織に改組され、現在に至っている。小学校や幼稚園を対象にした音楽教育向けの教育楽器を主体にしており、鍵盤ハーモニカ「メロディオン」、鍵盤吹奏笛「アンデス」、ハーモニカ、リコーダー、オルガンなどのほか、大人向けの楽器として大正琴などを生産・販売している。また、グループ会社のスズキ教育ソフトでは学校向けパソコンソフト（キューブシリーズ等）を開発・販売している。
世界的な名オルガンの一つであるハモンドオルガンやレスリースピーカーの商標権と製造権を保持し、Hammond Suzuki USA, Inc.と連携して世界市場向けに ハモンド製品とレスリー製品の製造・販売を行っている。
また、グループ企業のSuzuki Music USAおよびSuzuki Europe Ltd. はSUZUKIブランドのデジタルピアノ（ミニグランドピアノ型およびコンソール型 香港Medeli社でOEM生産）を販売している。
1981年よりオートハープを元にした電子楽器のオムニコード、Qコードを開発・販売し、独特の形状や音色から国内外で人気を得た。
自動車メーカーのスズキと同様に浜松市に本社を置き「スズキ」「SUZUKI」のブランドを使用するが、同社とは資本・人材を含めて一切の関連を持っていない。また、名古屋市にある鈴木バイオリン製造とも無関係である。

## ギャラリー

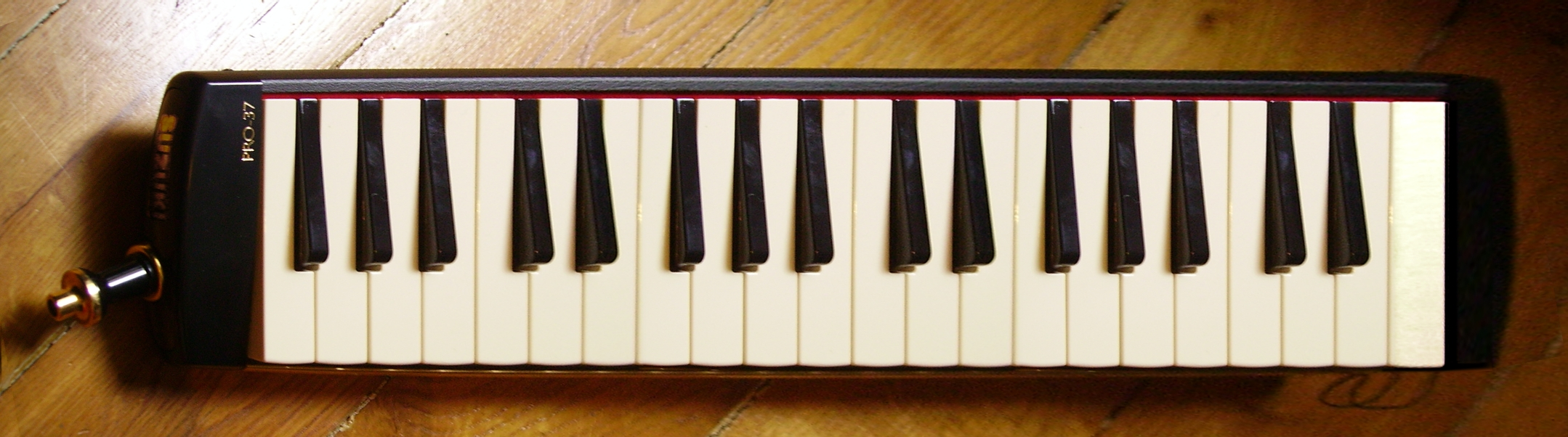
メロディオン PRO-37
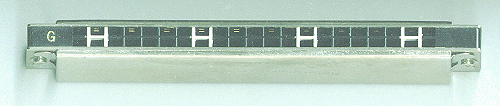
ハーモニカ Humming
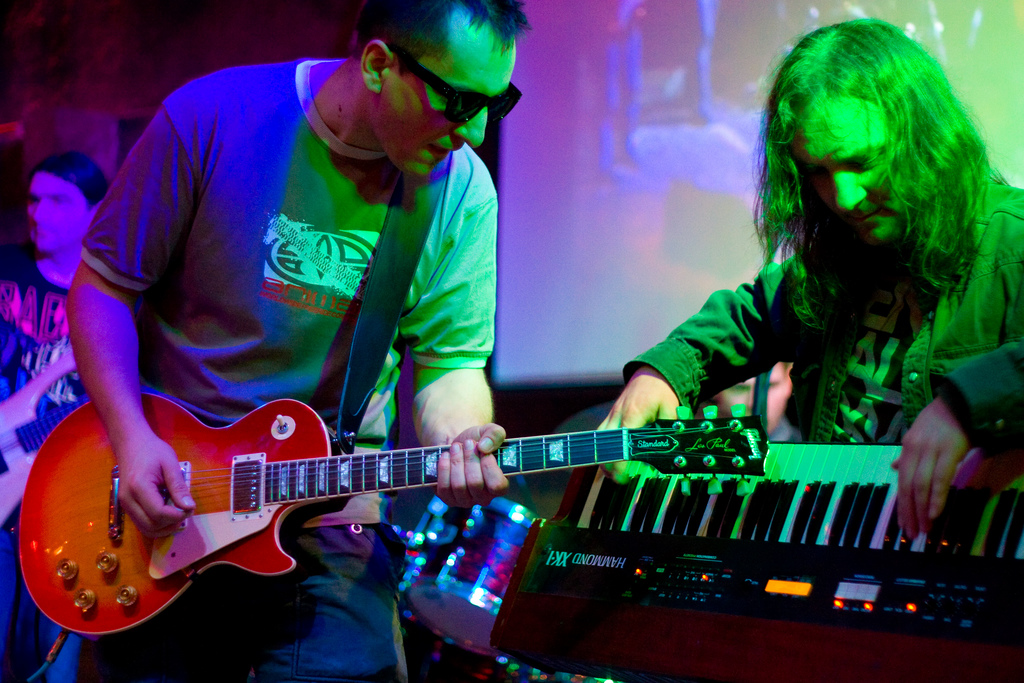
Hammond XK-1 (2006)
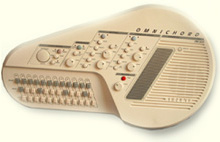
オムニコード OM-300

## 関連リンク
- アンデス25
- メロディオン
- オムニコード